# Doc Hopkins
Howard Hopkins, beter bekend als Doc Hopkins (Wallins Creek, 26 januari 1899 - Chicago, 3 januari 1988), was een Amerikaans banjospeler en zanger van ballads in de old-time- en countrymuziek. De laatste twee decennia van zijn muzikale carrière was hij daarnaast radiopresentator bij een countryzender en schreef hij meer dan tweehonderd radiotranscripties.

## Biografie
Hopkins werd als zevende zoon geboren in een gezin uit Harlan County in Kentucky. Een zevende zoon werd in sommige gemeenschappen geneeskrachtige krachten toegedicht, wat hem zijn bijnaam Doc (dokter) opleverde. Hij groeide op een boerderij in Renfro Valley op, een buurtschap in Mount Vernon dat als bijnaam Kentucky's hoofdstad van de countrymuziek draagt. Tijdens zijn jeugd leerde hij banjo spelen van de blinde folkzanger Dick Burnett en verder kon hij overweg met de gitaar en mandoline.
Tijdens de Eerste Wereldoorlog was hij gelegerd in Frankrijk bij de American Expeditionary Forces en na de oorlog diende hij in het US Marine Corps. Vervolgens trad hij tien jaar lang op tijdens medicine shows waarmee hij de gehele Verenigde Staten doortrok. In 1929 formeerde hij de Krazy Kats met daarin ook Harty Taylor die later bekendheid verkreeg in het duo Karl & Harty. In 1930 vertrok de band naar Chicago en vormde daar de kern van de nieuw opgerichte band Cumberland Ridge Runners. Hopkins ging daarnaast aan het werk bij het radiostation WLS dat zich richt op countrymuziek. Met zijn band werd hij in deze tijd een van de geregelde gasten in WLS' National Barn Dance dat een van de eerste countryprogramma's van de Amerika is.
Hij verliet de band in 1931 om zich te kunnen richten op een solocarrière en in december van dat jaar tekende hij een platencontract bij het label Paramount. Gedurende zijn solocarrière zette hij echter sporadisch werk op de plaat. In 1936 verscheen er opnieuw werk van hem via het label ARC. Vervolgens nam hij in 1941 bij Decca My little Georgia rose, Wreck of the old thirty-one en vier andere nummers op. Zij werkelijke passie lag echter bij de radio, waarvoor hij meer dan tweehonderd transcripties schreef.
In 1949 trok hij zich terug uit de muziekwereld en ging hij aan het werk als machineoperator. Sindsdien werd het muzikaal relatief stil om  hem heen, met heel af en toe een optreden of interview. Een van die interviews, uit 1974, is bijvoorbeeld terug te luisteren in het Country Music Museum in Nashville, Tennessee. Hij bleef ernaast nog wel succesvol als banjoleraar en gaf les aan verschillende andere artiesten, zoals Fleming Brown en Stephen Wade.
- International Standard Name Identifier: 0000 0000 7757 6121
- Library of Congress Control Number: no2010038254
- Virtual International Authority File: 108035307
- WorldCat: E39PBJg4pjfxB9H8pjbT39H6Kd